# Região Leste (Nigéria)

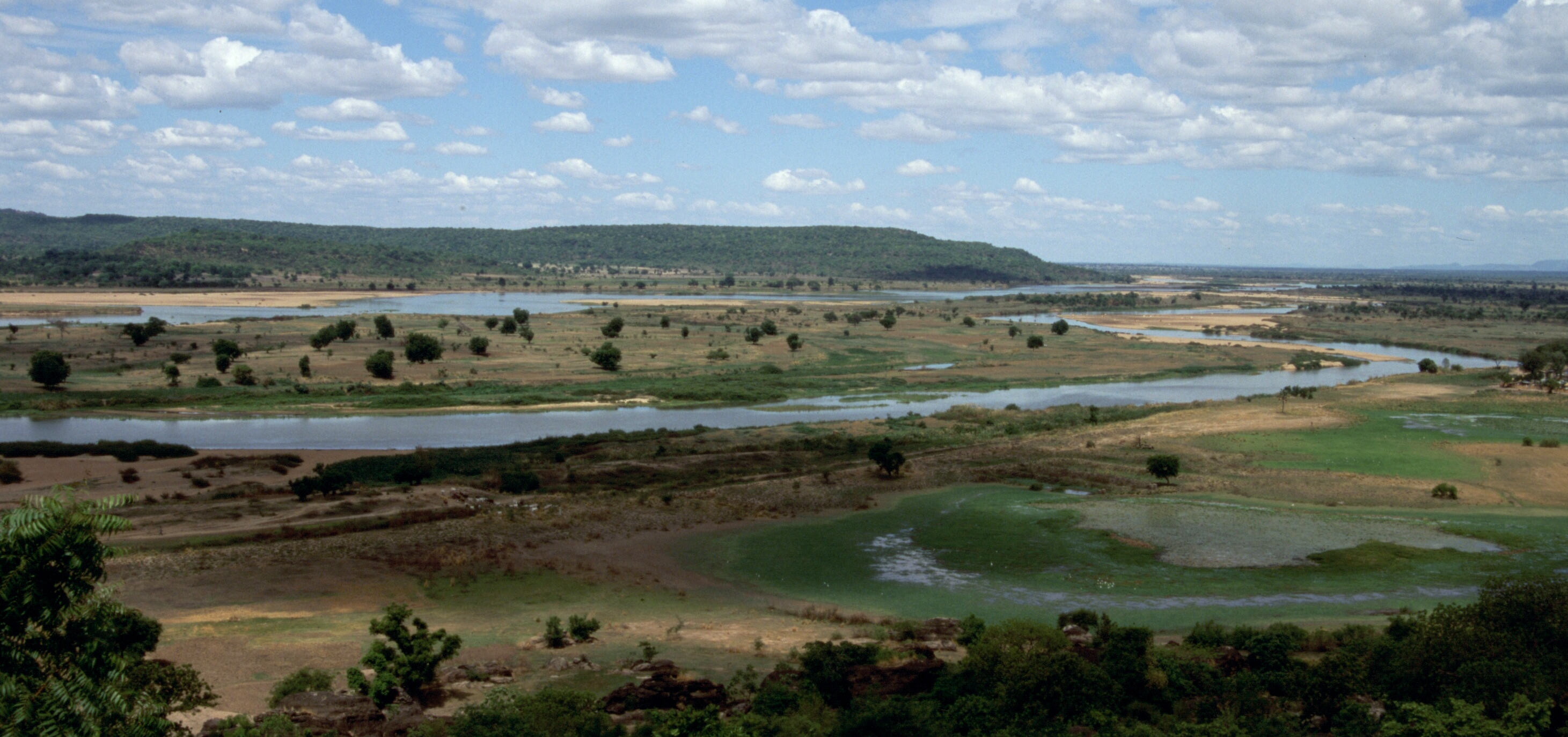
Região Leste (Nigéria)

A Região Leste foi uma divisão administrativa federal da Nigéria, remonta originalmente da divisão da colônia Protetorado Sul da Nigéria. A região foi dividida oficialmente em 1967 em três novos estados, Leste Central, Rivers e Sudeste (estado). O estado Leste Central tinha sua capital em Enugu, que agora faz parte do estado Enugu.
A região possuía os terceiro, quarto e quinto maiores grupos étnicos indígenas, incluindo ibos, ijós e ibibios. Foi o que mais tarde se tornou Biafra, que se rebelou de 1967 a 1970.